# Stachelaustern
Die Stachelaustern, auch Klappmuscheln (Spondylus) sind eine weltweit in den wärmeren Meeren verbreitete Muschelgattung. Sie bilden die einzige Gattung der Familie Spondylidae, die zur Ordnung der Pectinida gestellt wird. Die ältesten fossilen Formen dieser Muscheln sind aus dem Jura bekannt.

## Merkmale

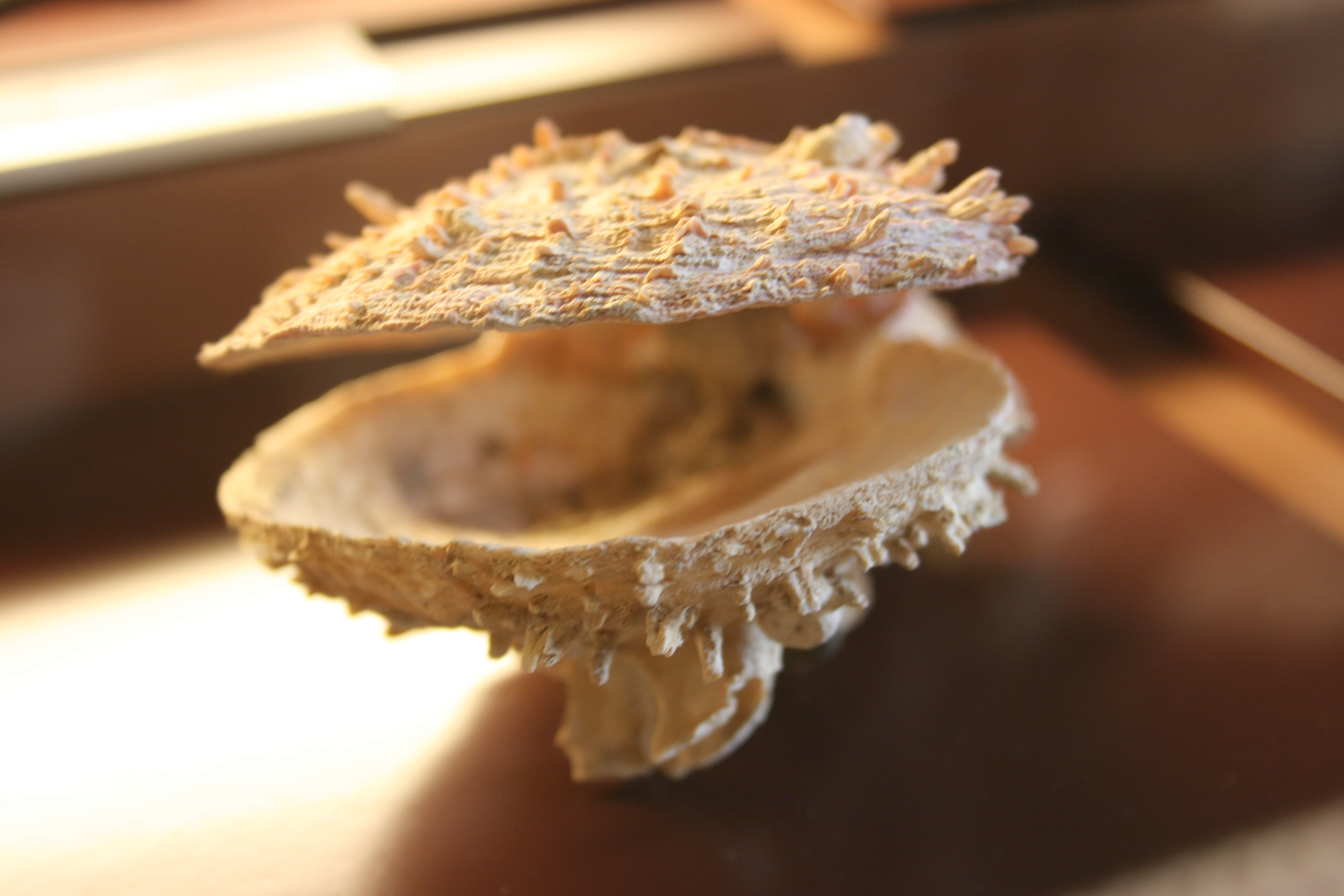
Fossile Stachelauster in Vorderansicht

Das Gehäuse ist stark ungleichklappig. Die rechte gewölbte Klappe ist an einem festen Substrat anzementiert. Vor allem die obere linke Klappe ist meist stark mit stachelförmigen Fortsätzen ornamentiert (daher der Name), seltener nur mit kräftigen Rippen. Die innere Schalenschicht ist aragonitisch, die äußere Schalenschicht kalzitisch. Bei vielen Arten ist die Außenseite zusätzlich noch mit kräftigen Farben versehen. Das Schloss weist auf beiden Klappen zwei etwa gleich große Zähne auf, die in Gruben in der anderen Klappe greifen (isodontes Schloss). Dadurch ist einerseits eine feste Verbindung gewährleistet, andererseits aber auch eine leichte Beweglichkeit der Klappen gegeneinander. Die „Ohren“ der Klappen sind ungleich groß. Es ist nur ein großer Schließmuskel vorhanden, im Gegensatz zu den meisten anderen Muscheln, die zwei Schließmuskel besitzen. Diese Eigenschaft wird als monomyar bezeichnet. Stachelaustern besitzen ähnlich wie die verwandten Kammmuscheln zahlreiche Augen am Mantelrand und haben ein dementsprechend entwickeltes Nervensystem mit einer Konzentration der Ganglien im viszeralen Bereich.

## Lebensweise, Vorkommen und Verbreitung
Die Arten der Gattung Spondylus kommen weltweit in den gemäßigten und wärmeren Bereichen vor. Sie leben fest anzementiert auf Hartsubstraten und filtrieren Kleinstlebewesen und Detritus aus dem Wasser. In Europa ist die Gattung im Schwarzen Meer, Mittelmeer und dem angrenzenden Atlantik durch die Lazarusklapper (Spondylus gaederopus) vertreten.

## Verwendung
Im Neolithikum wurden in Süd- und Südosteuropa Gehäuse der Lazarusklapper zu Schmuckstücken und Kleidungsbestandteilen verarbeitet und über große Entfernungen gehandelt, wie archäologische Funde aus Österreich zeigen, wo auch Perlen von Stachelaustern gefunden wurden. Vermutlich stammten die meisten Gehäuse aus dem Schwarzen Meer.
In Südamerika dienten Gehäuse von anderen Spondylus-Arten wie der tropischen Spondylus pictorum (auf Quechua mullu genannt) bei den Nazca-Kulturen, Moche, Chimú und Inka zur Herstellung von Schmuck und dienten wahrscheinlich auch rituellen Zwecken. Um die Jahrtausendwende interpretierte der Archäologe Markus Reindel bei Feldforschungsarbeiten in Nazca (Peru) die Muschel als „Regenmacher-Muschel“, da sie im Zusammenhang mit dem Wetterphänomen El Niño, das in Abständen von mehreren Jahren auch weiter südlich gelegenen Regionen Regen spendet, so weit südlich auftritt. Die Muscheln wurden auch zu Halsketten etc. verarbeitet; diese fanden als Grabbeigaben Verwendung, doch blieb ihre fruchtbarkeits- bzw. lebenspendende Bedeutung erhalten. Wegen ihrer leicht rötlichen Färbung und aufgrund ihres hohen symbolischen Wertes wird die Stachelauster in Lateinamerika auch oro rojo („rotes Gold“) genannt.
Die Arten der Gattung Spondylus werden in vielen Gebieten als Delikatesse gegessen. Dazu kommt auch heute noch die Verarbeitung zu Schmuckstücken und der Verkauf der Schalen an Touristen.

## Systematik
Die Familie der Spondylidae enthält derzeit nur die namengebende Gattung Spondylus, die aber von manchen Autoren in zwei oder drei Untergattungen unterteilt wird. Von den meisten Autoren wird diese Untergliederung aber nicht benutzt. Auch die Anzahl der Arten innerhalb der Gattung Spondylus ist umstritten und variiert je nach Autor zwischen 30 und 70 Arten.
Arten (Auswahl)
- Spondylus gaederopus Linné, 1758
- Spondylus regius Linné, 1758
- Spondylus imperialis Chénu, 1843
- Spondylus wrightians Crosse, 1872

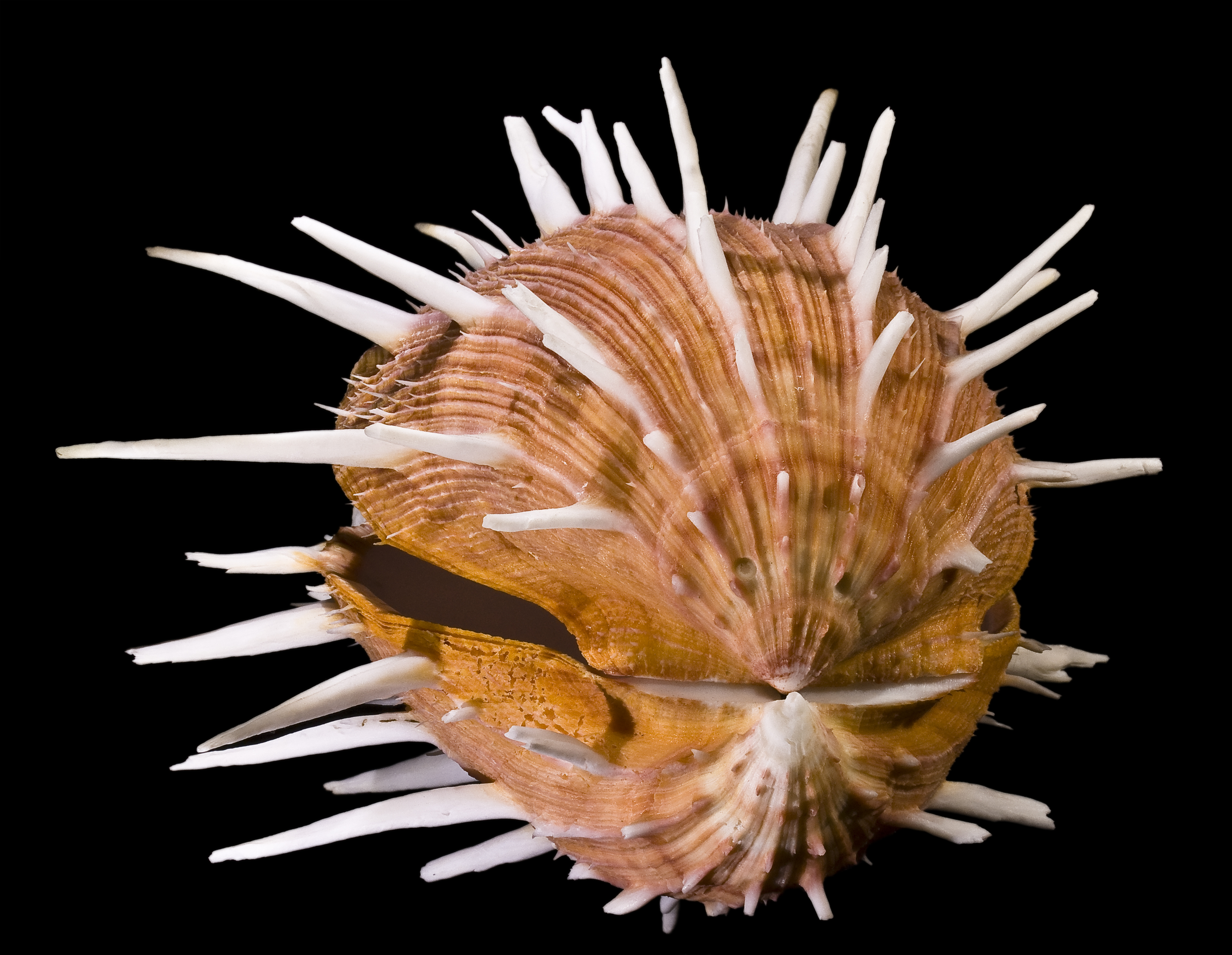
Spondylus regius

- Spondylus americanus Hermann, 1781
- Spondylus princeps Broderip, 1833
- Spondylus anacanthus Mawe, 1823
- Spondylus linguaefelis Sowerby, 1847
- Spondylus multimuricatus Reeve, 1856
- Spondylus spinosus Schreibers, 1793
- Spondylus versicolor Schreibers, 1793
- Spondylus sinensis Schreibers, 1793
- Spondylus squamosus Schreibers, 1793